# Calle Larga
Calle Larga ist eine Stadt und Gemeinde in der Provinz Los Andes in der Región de Valparaíso in Chile. Bei der Volkszählung im Jahr 2017 hatte sie 14.832 Einwohner. Die Gemeinde erstreckt sich über eine Fläche von 321,7 km².
Die Gemeinde grenzt im Westen an die Gemeinde Rinconada, im Norden und Osten an die Gemeinde Los Andes und im Süden an die Gemeinde Colina der Metropolregion Santiago.
Im Jahr 2018 waren in der Calle Larga 239 Unternehmen registriert.

## Geschichte
Es wurde 1890 während der Regierung von Jorge Montt Álvarez gegründet. Es entstand als Weiler, der sich langsam rund um die Ruta 57 entwickelte, die Los Andes mit Santiago de Chile verbindet. Mit Dekret vom 26. Juni 1897 erhielt es den Titel einer Stadt.

## Bevölkerung
Laut der Volkszählung des Nationalen Statistikinstituts von 2002 hatte Calle Larga 10.393 Einwohner (5351 Männer und 5042 Frauen). Davon lebten 5447 (52,4 %) in städtischen Gebieten und 4946 (47,6 %) in ländlichen Gebieten. Im Jahr 2017 zählte man 14.832 Personen.